# Robert Rich (3e comte de Warwick)
Robert Rich, 3e comte de Warwick (28 juin 1611-29 mai 1659 à Londres), est un noble britannique qui soutient la cause royaliste dans la Première révolution anglaise (son père, Robert Rich (2e comte de Warwick) soutient le Parlement).

## Biographie
Il est le fils aîné de Robert Rich (2e comte de Warwick) et de Frances, fille de William Hatton.
Comme le baron Rich de Leighs, Essex, il rejoint le roi Charles Ier à York, mais ne porte jamais d'armes et l'amende qui lui est infligée par le Parlement est remise à la demande de son père.
Son père, le deuxième comte, meurt en avril 1658, laissant derrière lui le comté. Rich est décédé le 29 mai 1659 et est enterré à Felsted, Essex. Son fils unique, Robert lui aussi, l'a précédé de 15 mois dans la tombe, mourant de tuberculose. Le comté passe au frère du 3e comte Charles Rich (4e comte de Warwick).

## Famille
Il épouse Anne Cavendish, fille de William Cavendish (2e comte de Devonshire) le 9 avril 1632 à Battersea, dans le Surrey. Leur enfant, Robert, est le seul fils du comte :
- Robert épouse Frances Cromwell, fille du seigneur protecteur Oliver Cromwell en 1657, mais meurt de tuberculose trois mois après le mariage, le 16 février 1658, ne laissant aucun enfant. Sa veuve se remarie avec John Russell (3e baronnet) (en).

Robert Rich épouse ensuite Anne Cheeke, fille de Thomas Cheek (en) et Essex Rich. Ils ont :
- Anne qui épouse Thomas Barrington de Barrington Hall, Essex, héritier de John Barrington (3e baronnet) ;
- Mary qui épouse Henry St John (1er vicomte St John) le 11 décembre 1673 et meurt en 1678, donnant naissance à leur fils unique, Henry St John (1er vicomte Bolingbroke) ;
- Essex Rich, qui épouse Daniel Finch (2e comte de Nottingham) le 16 juin 1674.